# Испанцы в Гватемале
Иммиграция испанцев в Гватемалу началась в 1524 году с завоевания Гватемальского нагорья и соседней Тихоокеанской равнины под командованием Педро де Альварадо. Нынешняя испанская община, сложившаяся в Гватемале, имеет деловые или повседневные цели.

## История

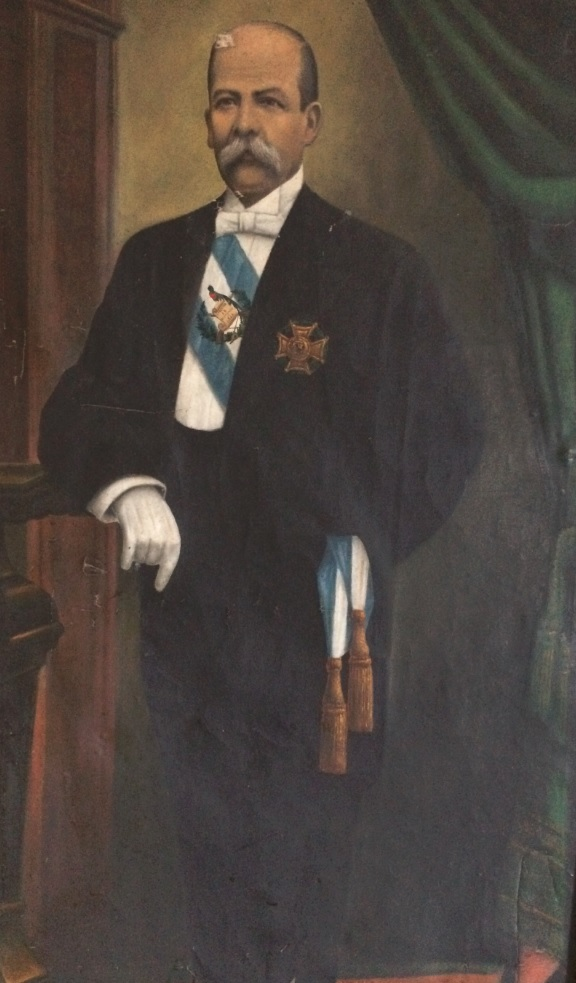
Мануэль Эстрада Кабрера

Первыми европейскими иммигрантами в Гватемалу были испанцы, покорившие коренное население майя в 1524 году. Они правили страной почти 300 лет. Хотя испанское завоевание Гватемалы было в первую очередь результатом её технического превосходства, испанцам помогли союзники науа из центральной Мексики и коренные майя, которые уже были вовлечены в ожесточенную борьбу между соперничающими королевствами. После прихода испанцев европейские эпидемии и притеснения завоевателей сократили коренное население с 14 миллионов до 2 миллионов за два поколения. В настоящее время численность коренных жителей составляет почти 5 миллионов человек.
Несмотря на то, что европейцы значительно уступали в численности (по оценкам историков, до обретения независимости в Гватемале проживало всего несколько тысяч испанцев), последние смогли навязать свою колониальную систему посредством террора. Из-за того, что в Гватемале не было природных ресурсов, таких как золото и серебро, испанские завоевания сосредоточили свои усилия на принудительном труде коренного населения.
Испанцы установили систему господства, при которой рабы работали на земле и платили налоги товарами. Система была построена таким образом, чтобы эксплуатировать коренное население, не уничтожая его. В 1663 году король Испании Филипп IV попытался отменить рабство в колониях, но креолы (испанцы, родившиеся в Гватемале) яростно боролись за то, чтобы принудительный труд продолжал практиковаться до начала 20 века.
Однако, когда в 19 веке было отменено законодательство по охране этих земель, вскоре пришли креолы (из Испании, Германии и Швейцарии) и ладино и основали плантации, производящие экспортные культуры, превратив сельское население в массу безработных сельскохозяйственных рабочих-мигрантов.
В 1821 году в Республике Гватемала, в которую входил регион Соконуско (ныне часть южной Мексики), а также территории, которые сейчас входят в состав Сальвадора, Гондураса, Никарагуа и Коста-Рики, было всего 1,5 миллиона жителей, в основном сосредоточенных в городских центрах республики. В 1823 году, после непродолжительного пребывания в составе Мексиканской империи, республика стала называться Соединенными провинциями Центральной Америки.
После периода политической нестабильности, усугубленной коллапсом мирового рынка индиго, основного экспортера в Европе, каждая провинция вышла из состава федерации, начиная с Коста-Рики. Федерация распалась между 1838 и 1840 годами, когда Гватемала стала независимым государством.
8 507 511 человек испанского происхождения (вероятно, 55 % метисов и белых, остальные ладино).

## Культура

### Язык
Испанский язык является самым большим вкладом испанского присутствия в Гватемале и широко распространен среди метисов и креольского населения. Около 60 % населения говорит на нём. На гватемальском испанском языке говорят в основном в департаментах Сакапа, Халапа, Хутиапа, Санта Роса, Реталулеу, Гватемала, Эскуинтла, Сакатепекес, Исабаль, Петен, Чикимула, Эль Прогресо и Сан-Маркос.

### Религия
Католицизм уходит своими корнями в испанское наследие и широко присутствует в гватемальском обществе с колониальных времен до наших дней. Чикимула и Сакатепекес — самые католические департаменты в стране, где проходят различные католические мероприятия, такие как Страстная неделя, Рождественские Посадас, День мертвых и запуск воздушных змеев. Эти мероприятия также проводятся по всей стране. Базилика Эскипулас в Чикимуле является одной из крупнейших церквей во всей стране.

### Центры

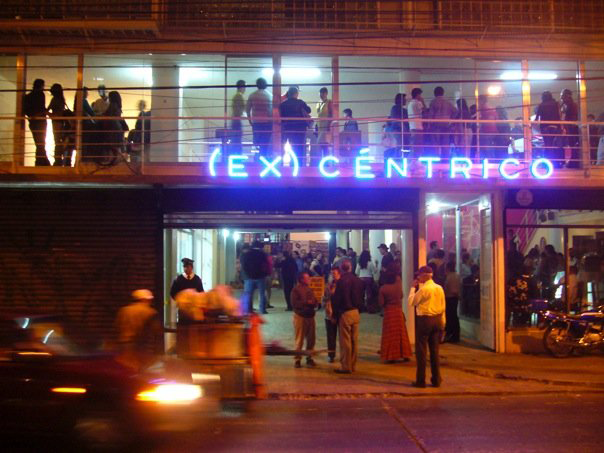
(Ex) Céntrico, выставочное пространство CCE/G, созданное в апреле 2009 года.

CCE приобретает известность, занимаясь острыми проблемами в социальном контексте Гватемалы: он занимается вопросами дискриминации геев, лесбиянок и транссексуалов страны из-за их сексуальной ориентации, открыто борясь с преобладающими предрассудками посредством специальных программ. Он открывает свои залы для организаций гражданского общества, делая ставку на межкультурность через обсерваторию Канек. В апреле 2009 года было открыто (Ex) Céntrico, новое пространство, предназначенное для восстановления Исторического центра столицы, что свидетельствует о необходимости окончательного изменения штаб-квартиры и новой правовой базы в качестве UCE (Отдел международного сотрудничества). Также в 2009 году был представлен первый пример оперативного программирования в Гватемале в рамках плана центра, и была сделана твердая приверженность национальной драматургии посредством серии театральных программ, которые выкристаллизовались в трех местных пьесах и премии новой гватемальской драматургии.
Культурная деятельность в Антигуа-Гуатемала растет, и участников становится все больше. Сейчас принято, что в первоначальном атриуме церкви, перед старым Colegio Compañía de Jesús, проводятся чтения, пьесы, декламация стихов или показы фильмов. Таким образом, так называемый Espacioce вместе с Культурным центром Испании в Гватемале и Институтом латиноамериканской культуры Ксела активизирует культурную жизнь Гватемалы и дополняет культурное сотрудничество в целях развития, которое осуществляется через Сеть культурных центров сотрудничества на испанском языке.
А с 1999 года в Испанском учебном центре по сотрудничеству в Антигуа-Гуатемале есть Центр библиотеки и документации, специализирующийся на социальных науках и сотрудничестве в целях развития. Он общедоступный и является частью BAGE (Библиотеки Главного управления штата), генерирующей свои ресурсы в рамках учебных мероприятий, и дополняется (2006 г.) Специализированными фондами Карлоса Гусмана Бёклера и Артуро Тарасены Арриолы, а также Муниципальный архив Антигуа-Гуатемалы и Видеотека AECID как дочерняя компания Испанской кинобиблиотеки сотрудничества в Мадриде.